# Let Down (Dead by Sunrise)
Let Down è un singolo del gruppo musicale statunitense Dead by Sunrise, pubblicato il 18 dicembre 2009 come terzo estratto dal primo album in studio Out of Ashes.
Inizialmente pubblicato per il download digitale, il 26 febbraio 2010 il singolo è stato commercializzato anche nel formato CD.

## Video musicale
Il video è stato diretto da Paul R. Brown, lo stesso che ha diretto quello di Crawl Back In. Esso mostra i vari componenti dei Dead by Sunrise intenti ad eseguire il brano su uno sfondo surreale in cui si alternano immagini di colore rosso, bianco, grigio e nero.

## Tracce
Testi e musiche di Chester Bennington, Amir Derakh, Ryan Shuck e Anthony Valcic.
CD promozionale (Regno Unito)
1. Let Down (Radio Edit) – 3:34
2. Inside of Me – 2:18

CD promozionale (Stati Uniti)
1. Let Down (Edit) – 3:32
2. Let Down (Album Version) – 3:58

CD singolo (Europa)
1. Let Down – 4:00
2. Fire (Live) – 4:10
3. Let Down (Live) – 4:51

Download digitale
1. Let Down – 3:58
2. Inside of Me – 2:18
3. Let Down (Live) – 4:51

CD singolo (Germania)
1. Let Down – 4:00
2. Fire (Live) – 4:08

## Formazione
Hanno partecipato alle registrazioni, secondo le note di copertina di Out of Ashes:
Gruppo
- Chester Bennington – voce, chitarra, sintetizzatore
- Amir Derakh – chitarra solista e ritmica, sintetizzatore, programmazione, basso
- Ryan Shuck – chitarra, sintetizzatore
- Anthony "Fu" Valcic – programmazione, sintetizzatore
- Brandon Belsky – basso, sintetizzatore e programmazione aggiuntivi
- Elias Andra – batteria

Produzione
- Howard Benson – produzione
- Tom Whalley – produzione esecutiva
- Mike Plotnikoff – registrazione
- Chris Lord-Alge – missaggio
- Keith Armstrong – assistenza al missaggio
- Brad Townsend – assistenza all'ingegneria del suono
- Andrew Schubert – assistenza all'ingegneria del suono
- Hatsukazu Inagaki – assistenza tecnica
- Paul DeCarli – montaggio digitale
- Amir Derakh – pre-produzione, registrazione aggiuntiva
- Anthony "Fu" Valcic – pre-produzione, registrazione aggiuntiva
- Brandon Belksy – pre-produzione, registrazione aggiuntiva
- Graham Hope – assistenza all'ingegneria del suono ai Sunset Sound
- Morgan Stratton – assistenza all'ingegneria del suono ai Sunset Sound
- Chris Concepcion – assistenza tecnica
- Ted Jensen – mastering